# Palazzo del Podestà (Pescia)
Il Palazzo del Podestà noto anche come Palagio è un edificio storico di Pescia, sede della Gipsoteca "Libero Andreotti".

## Storia

### Origini
Eretto a partire dal XII secolo come sede delle magistrature del comune di Pescia, originariamente, era strutturato su due piani, con una decorazione a merli al culmine. Sul lato meridionale, in collegamento con la chiesa dei Santi Stefano e Niccolao, era presente il portico per le adunanze pubbliche. Al primo piano, la sala maggiore. Il palazzo subì ingenti danni durante l'assedio del 1281. Successivamente, fu sottoposto a una prima ristrutturazione. Agli inizi del XIV secolo, fu realizzato il palazzo comunale con la torre civica, in Piazza Grande (odierna piazza Mazzini). Il Palagio perse quindi la funzione di luogo per le riunioni delle magistrature comunali, rimanendo abitazione privata del podestà. Nel 1372, furono deliberati ulteriori lavori di consolidamento. Nel 1424, la figura del podestà di Pescia fu soppressa e le funzioni giurisdizionali passarono al vicario fiorentino, che aveva sede al palazzo del Vicario. 
Nel Palagio rimasero le prigione cittadine. Sul finire del XV secolo, il palazzo fu dato in affitto al privato cittadino Bastiano di Giuliano Serrine. Ai primi decenni del Cinquecento risale un restauro radicale dell'edificio. Tra il 1596 e il [1630, nelle stanze al pianterreno ebbe sede la banca del Monte Pio, poi soppressa per incauti finanziamenti. Al primo piano, trovò sede la scuola pubblica di abaco e scrivere, a cui sarà associata una scuola di grammatica. Nel 1643 il Palagio fu ridotto a caserma e arsenale per la custodia delle armi.

### Il teatro dell'Accademia dei Cheti
Nel 1667 divenne sede dell'Accademia dei Cheti, importante sodalizio culturale tra la nobiltà cittadina. La scuola pubblica sarà trasferita al pianterreno, mentre il primo piano sarà trasformato in teatro, interamente allestito in legno. Il teatro, costituito da una serie di 53 palchetti e da una platea con panche, fu inaugurato il 28 dicembre 1669. Ben presto, si rese necessario un ampliamento dell'edificio verso sud, per ospitare ulteriori locali a corredo del teatro, e si finì col soppalcare il vicino vicolo di San Policronio. Nel 1699, i nobili di Pescia fondarono il loro casino nella Piazza Grande e deliberarono lo smantellamento del teatro, con la prospettiva di erigerne un altro.

### Dal XVIII secolo a oggi
Dato in affitto a privati cittadini per i successivi due secoli, fu suddiviso in appartamenti. Durante la Prima guerra mondiale fu adibito a ospedale militare. Nel 1922 fu acquistato dalla famiglia Michelotti, ricchi artigiani del legno, che lo adibì a laboratorio di falegnameria assai rinomato. Nel 1938, i Michelotti dovettero cedere il palazzo alla Cassa di Risparmio di Pistoia e Pescia, la quale provvide a rivenderlo al comune di Pescia. Negli anni '70, dopo decenni in cui era stato destinato ad abitazioni popolari, fu avviato un radicale restauro da parte della Soprintendenza ai beni Ambientali ed Architettonici per le Province di Firenze e Pistoia. Al suo interno fu allestita la Gipsoteca "Libero Andreotti", inaugurata nel 1992, con i calchi in gesso che il celebre scultore pesciatino Libero Andreotti utilizzava come base per le sue sculture in bronzo, donati dalla famiglia.

## Descrizione
Il palazzo mostra una facciata nella quale sono ben distinguibili le fasi costruttive. Nel corpo di fabbrica settentrionale, è leggibile il tessuto murario a filaretto con sassi di fiume, risalente al XII e XIII secolo. Il portale a sesto acuto di gusto gotico risale alla ristrutturazione successiva all'assedio di Pescia del 1281. Il secondo piano e il sottotetto furono realizzati dai Michelotti, che costruirono anche la scala laterale in stile neomedievale. Il corpo di fabbrica meridionale vede al pianterreno i resti della loggia per le adunanze duecentesca, il resto della struttura è frutto degli ampliamenti promossi dall'Accademia dei Cheti quando vi fu realizzato il teatro. Le due ampie sale al pianterreno presentano volte a crociera. L'ampio salone al primo piano presenta un soffitto a capriate lignee ed è destinato a sala conferenze ed esposizioni. Il secondo piano è destinato ad accogliere i gessi della Gipsoteca "Libero Andreotti", secondo un progetto curato da Raffaella Melucci e Stefano Nardini.